# Heinrich Basedow der Ältere

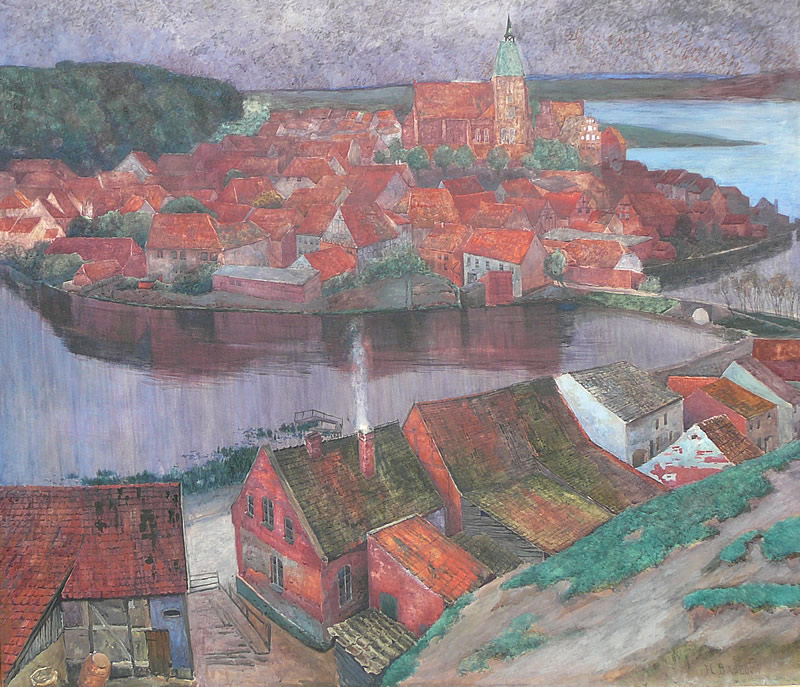
Mölln vom Heidberg

Wilhelm Heinrich Johann Theodor Basedow (* 14. Juni 1865 in Berlin; † 9. November 1930 in Potsdam) war ein deutscher Porträt- und Landschaftsmaler. Zur Unterscheidung von seinem gleichnamigen Sohn, der ebenfalls als bildender Künstler aktiv war, wird er Heinrich Basedow der Ältere genannt.
Basedow studierte an der Preußischen Akademie der Künste in Berlin bei Eugen Bracht und an der Karlsruher Kunstakademie bei Gustav Schönleber.
Er heiratete am 1. November 1889 in Gressow Caroline Bohnhof.
Ab 1896 war er Mitglied des „Vereins Berliner Künstler“ und ab 1898 der „Berliner Secession“. Nach dem Umzug nach Potsdam 1900 wurde Basedow Mitbegründer des Potsdamer Kunstvereins. Er nahm an den Großen Berliner Kunstausstellungen 1894 und 1914 teil.